# Hypochrysops alix
Hypochrysops alix är en fjärilsart som beskrevs av Grose-smith 1900. Hypochrysops alix ingår i släktet Hypochrysops och familjen juvelvingar. Inga underarter finns listade i Catalogue of Life.